# Pulp (genere)
Il pulp è un genere letterario che propone vicende dai contenuti forti, con abbondanza di crimini violenti, efferatezze e situazioni macabre e che di norma viene apparentato con l'hard boiled e il poliziesco.

## Origine
(Frank Munsey, ex telegrafista e inventore del formato delle riviste pulp)
Il genere pulp nacque nei primi anni venti negli Stati Uniti d'America con storie pubblicate a puntate su riviste (le cosiddette Pulp magazine) di 128 pagine dalle sfolgoranti copertine ma con le pagine interne stampate su carta non rifilata di polpa di legno (in inglese «pulp»), quindi di infima qualità. È negli anni trenta che il genere conobbe il suo apice con le storiche riviste Weird Tales e The Strand.

## Caratteristiche
I romanzi, che in alcuni casi iniziarono ad avere protagonisti fissi, erano scritti da decine di autori, alcuni dei quali oggi sono considerati maestri della letteratura di genere come Howard Phillips Lovecraft, Clark Ashton Smith, Robert E. Howard. Il prezzo variava dai dieci cents al quarto di dollaro e contenevano storie avventurose, fantastiche e ricche di suspense, spesso con protagonisti mascherati, ma quasi sempre con donne sensuali ritratte in copertina.
Lo stile, dato che gli autori erano pagati un tanto a parola, era spesso ridondante, con molti aggettivi e avverbi, dando vita a una narrazione sontuosa, diventata marchio di fabbrica del genere.

## Ilpulpin Italia
Verso la metà degli anni novanta, in Italia si forma un gruppo di scrittori denominati "I Cannibali". Questa generazione di autori italiani ha rivisitato in chiave contemporanea il genere letterario pulp. Grazie alle opere dei "cannibali" e al successo del film Pulp Fiction, la notorietà del pulp in Italia indusse il comico Bebo Storti a creare il personaggio dello scrittore Thomas Prostata, protagonista di alcuni sketch del programma televisivo Mai dire Gol: il suo tormentone era la battuta Pulp, molto pulp... pure troppo!. Nel dicembre del 2013, per le Edizioni Il Foglio, gli Electric Sheep Comics pubblicano la graphic novel Blood Washing che per tematiche e caratteristiche di narrazione si rifà al genere pulp statunitense. L'albo ha avuto un discreto successo, soprattutto nell'underground letterario.

## La letteraturapulpoggi
Vi sono anche scrittori non italiani che presentano uno stile molto simile a quello dei Cannibali. Chuck Palahniuk per esempio è uno dei maggiori esponenti dello stile pulp contemporaneo; pubblica nel 1996 Fight Club il cui stile presenta già alcune somiglianze con il movimento letterario italiano, diventando ancora più simile nei romanzi successivi, fino alle sue ultime pubblicazioni, come per esempio Gang bang.

## Adattamenti cinematografici
Da questi romanzi a puntate sono stati tratti negli anni '40 decine di adattamenti cinematografici, anch'essi serializzati in più episodi (dai dodici ai quindici) che venivano proiettati il sabato pomeriggio nelle tipiche sale da popcorn.

## Cinemapulp
Erroneamente oggi si tende a indicare con il termine pulp tutte quelle pellicole che propongono contenuti forti e che abbondano di crimini violenti ed efferatezze, in particolar modo dopo l'uscita nel 1994 del film Pulp Fiction di Quentin Tarantino, anche se in realtà nel mondo del cinema ciò che viene considerato pulp dovrebbe essere chiamato exploitation, essendo il pulp un genere più propriamente letterario.
Praticamente tutta la produzione di Quentin Tarantino (film diretti, codiretti e sceneggiati) è considerata pulp, tanto che spesso si usa il termine «tarantiniano» come sinonimo di «pulp». Oltre a Tarantino, registi famosi per la violenza in puro stile pulp dei loro film sono Takashi Miike (Ichi the Killer, Dead or Alive, Sukiyaki Western Django), Gregg Araki (Doom Generation) e Robert Rodriguez (Grindhouse - Planet Terror, Sin City, C'era una volta in Messico, Machete, Machete Kills) e andando più indietro nel tempo Fernando Di Leo (Milano calibro 9, La mala ordina, Il boss), Sergio Corbucci (Django, Il grande silenzio) e Umberto Lenzi (Milano odia: la polizia non può sparare, Roma a mano armata).